# 刘宋镇
刘宋镇，是中华人民共和国河北省廊坊市香河县下辖的一个乡镇级行政单位。

## 行政区划
刘宋镇下辖以下地区：
刘宋村、庆功台村、中营村、北务屯村、张庄村、王务村、八户村、幞头屯村、刘庆庄村、程官屯村、马庄村、东王各庄村、辛立屯村、大田村、西王各庄村、倪庄村、刘庄村、太平庄村、吴庄村、尹庄村、北村、荆庄村、孙庄村、德辛庄村和陈庄村。